# Тукуруи ГЭС
Тукуруи ГЭС (Guarani, португ.: Tucuruí, Usina Hidrelétrica de Tucuruí) — гидроэлектростанция на реке Токантинс, расположенная в графстве Тукуруи, штат Токантинс, Бразилия.
ГЭС названа по имени города Тукуруи, существовавшего около строительной площадки. Сейчас город с тем же именем существует ниже по течению реки от дамбы. Установленная мощность гидроэлектростанции 8,370 МВт, всего размещено 24 генератора. Площадь водохранилища составляет 2430 км², объём − 45,8 км³.

## История
В 1970 году был сформирован консорциум из бразильской компаний ENGEVIX и THEMAG, который выиграл международный конкурс на разработку и реализацию проекта. Работы начались в 1976 году и завершены в 1984. Длина плотины составила 11 км, высота 76 м. Водосброс разработан лабораторией Francisco Rodrigues Saturnino de Brito (Рио-де-Жанейро) и обладает наибольшей в мире пропускной способностью 120,000 м³/с.
ГЭС фигурировала в фильме 1985 года «Изумрудный лес (The Emerald Forest)».